# Markt (Wismar)

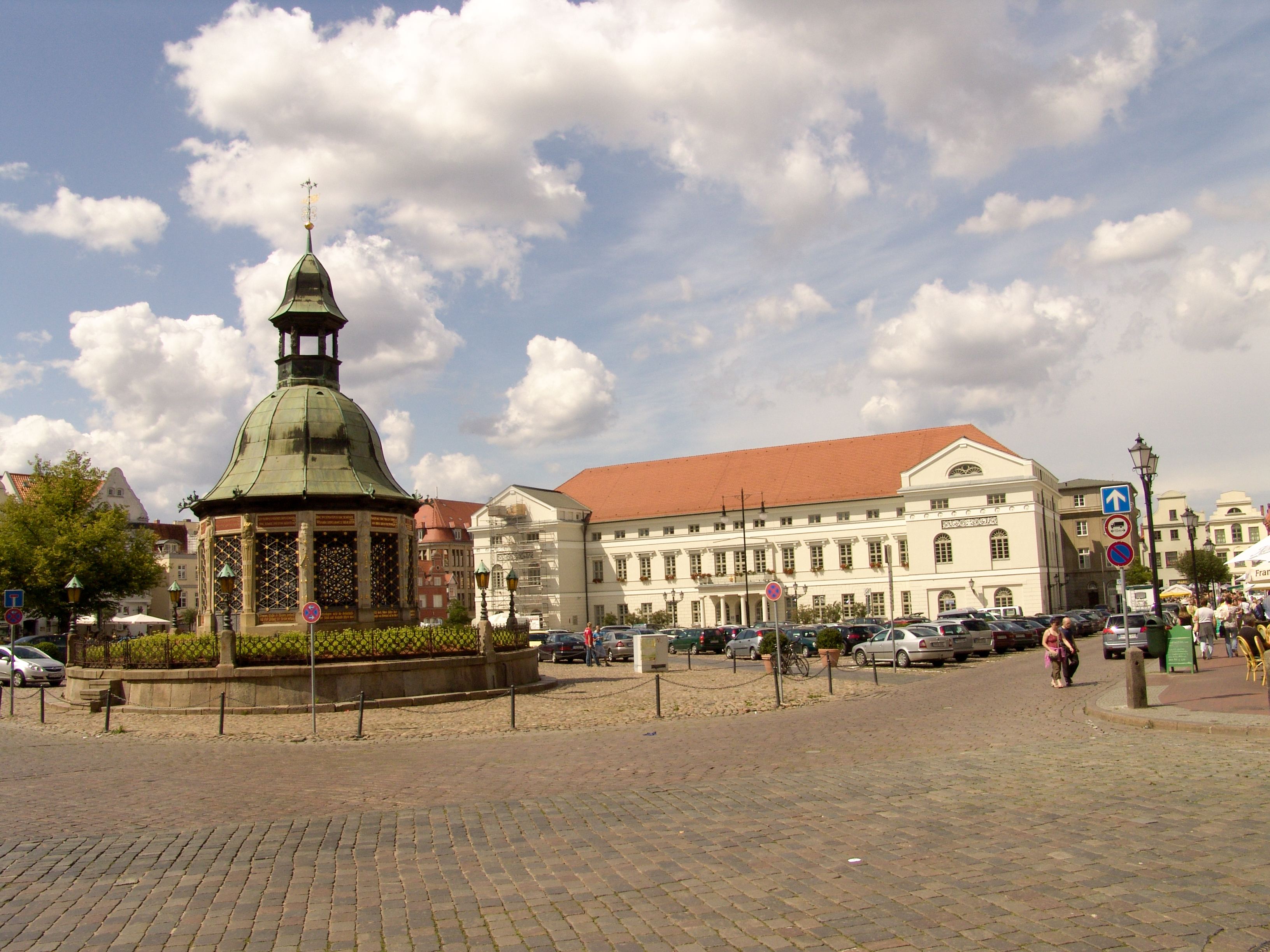
Wasserkunst und Rathaus

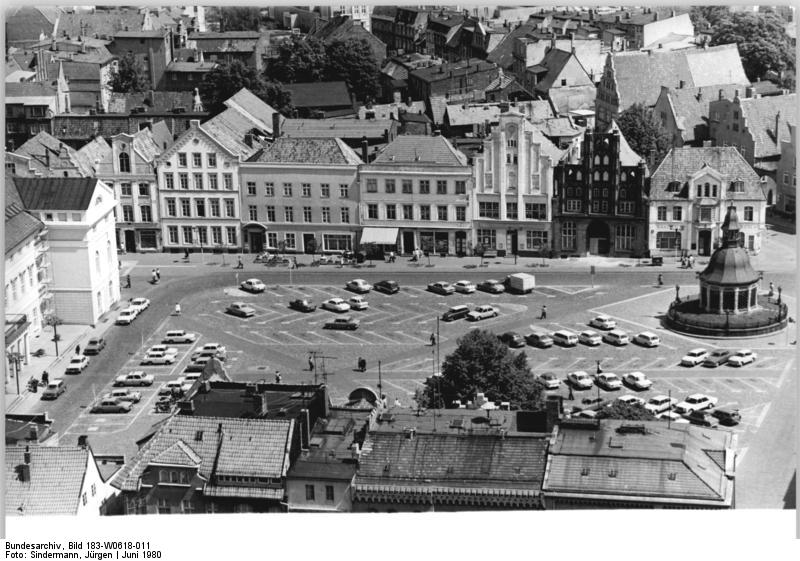
1980

Der historische Markt in Wismar ist das Zentrum der Altstadt, die wie der Alte Hafen unter dem besonderen Schutz der UNESCO steht, nachdem Wismar 2002 in die Welterbeliste aufgenommen wurde.

## Nebenstraßen
Die Nebenstraßen und Anschlussstraßen wurden benannt als Lübsche Straße nach der Hansestadt Lübeck, zu der sie führt, Krämerstraße seit dem 13. Jh. nach den Kaufleuten, Hinter dem Rathaus nach der Lage, Altwismarstraße nach dem slawischen Dorf, zu dem sie führte, Großschmiedestraße nach den ansässigen Grobschmieden, Mecklenburger Straße nach der Burg (10. Jh.) und dem Land, Dankwartstraße nach dem Schmied Tangmar, der um 1250 hier wirkte, Sargmacherstraße seit dem 14. Jh. nach dem Beruf und Hegede nach dem niederdeutschen Wort für „eingefriedete Wiese, Land“. Zwischen Markt und Hegede ist bei Nr. 8/9 der Durchgang Salzfässchen, benannt nach einer salzfassähnlichen ehemaligen Solbude (Marktbude).

## Geschichte

### Entwicklung

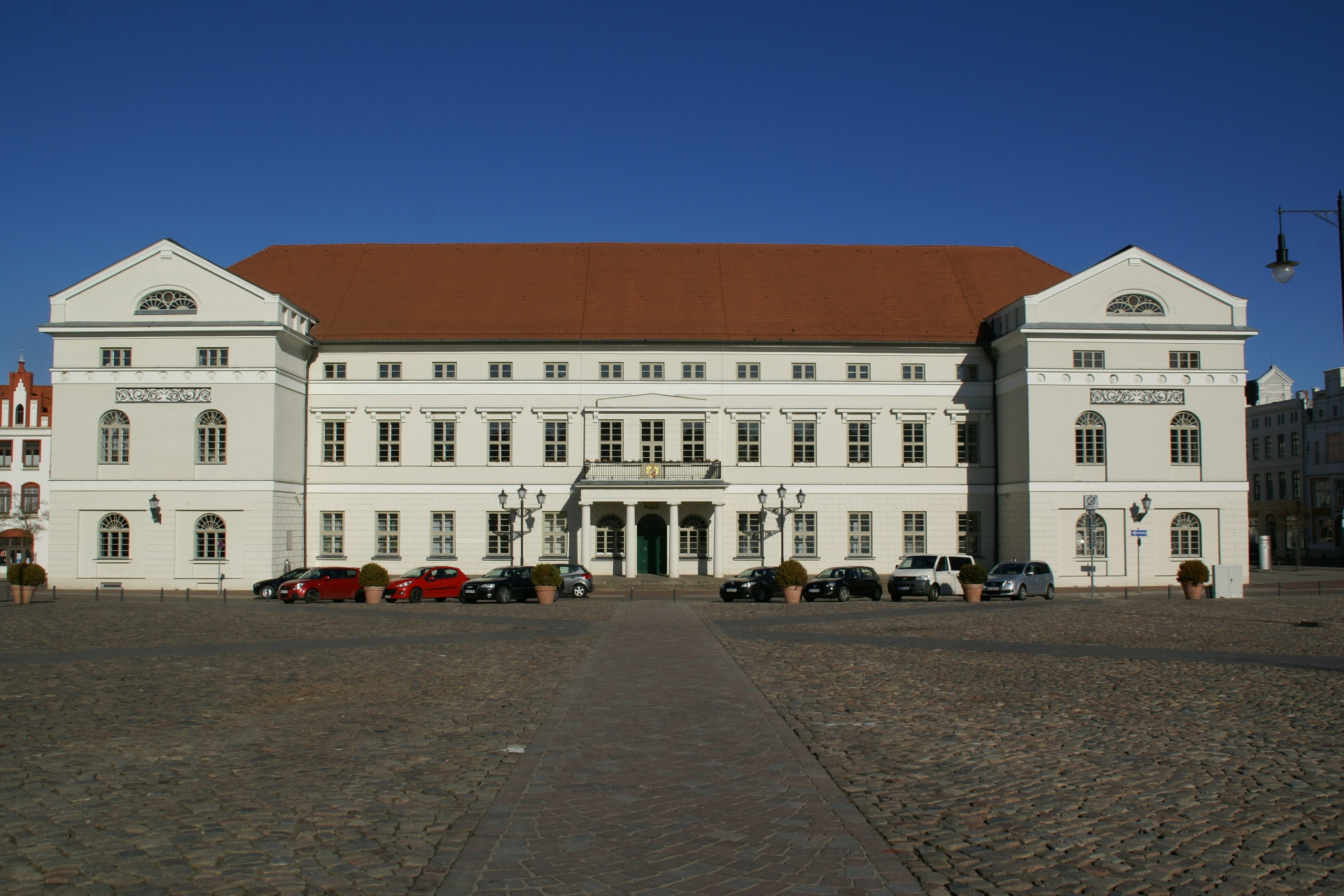
Nr. 1: Rathaus

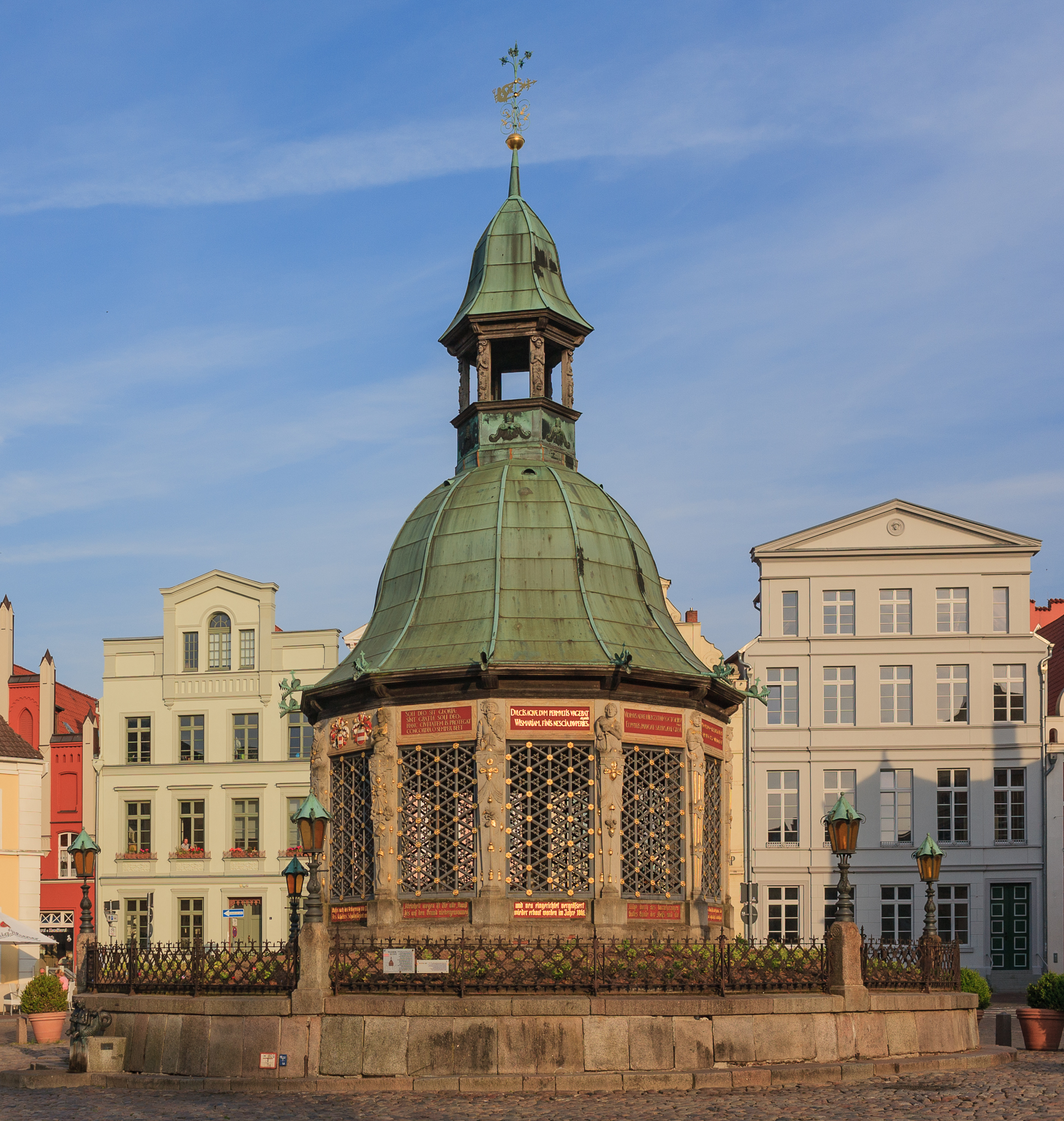
Wasserkunst

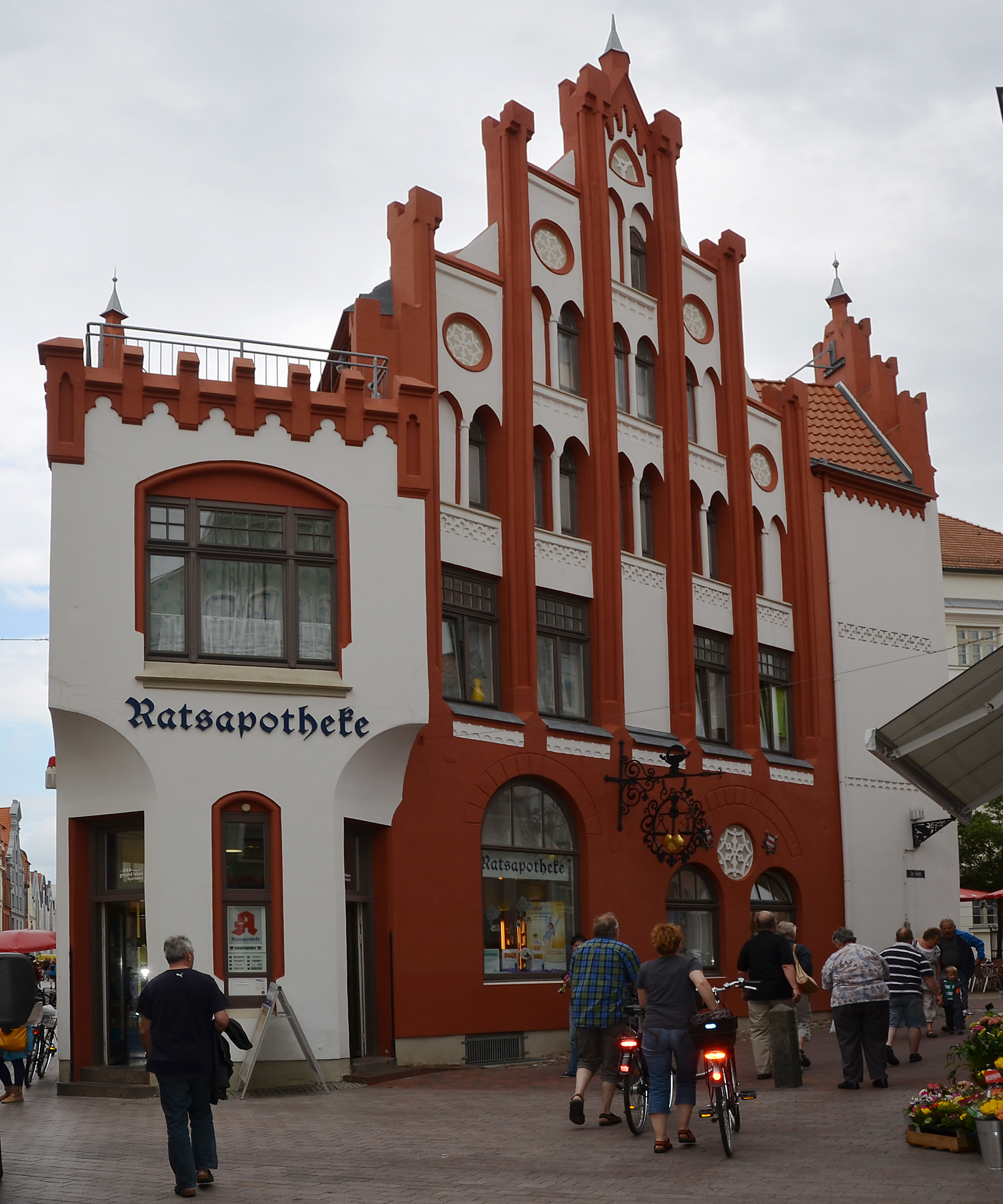
Nr. 2: Ratsapotheke

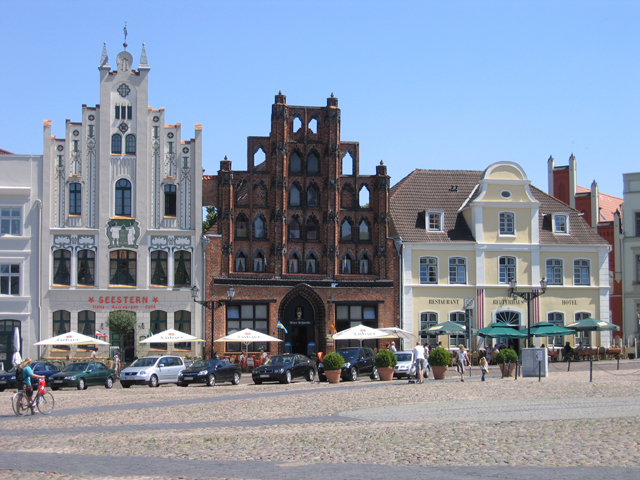
Nr. 19–22: Reuterhaus, Alter Schwede, Gaststätte

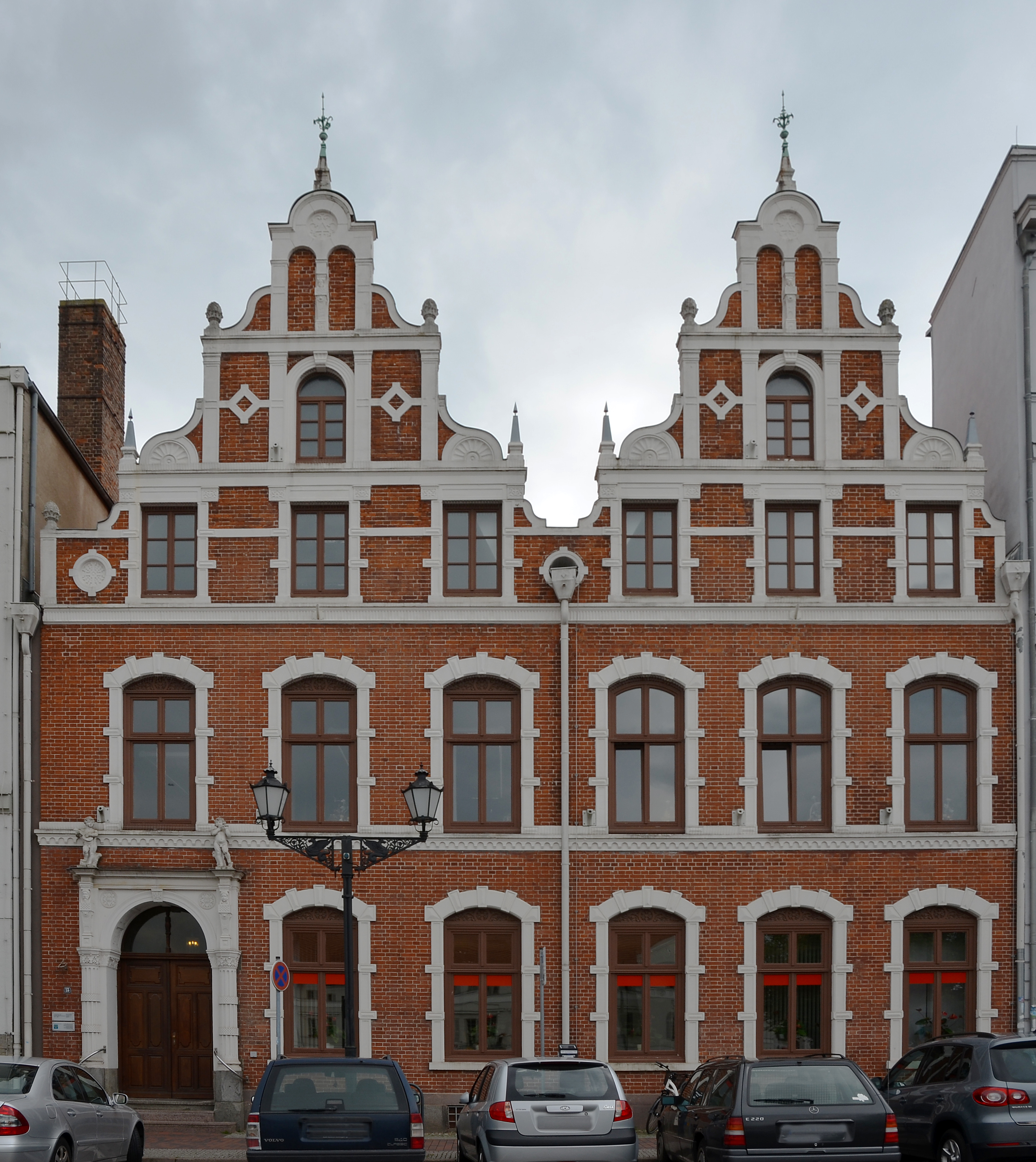
Nr. 15, Kommandantenhaus

Wismar wurde im Mittelalter ein wichtiges Mitglied der Hanse. Der rund ein Hektar große, fast quadratische Platz ist ein Zeugnis der Bedeutung der Stadt. Das älteste Rathaus brannte 1351 ab. Aus der zweiten Hälfte des 14. Jahrhunderts stammt das zweite und von 1819 das dritte Rathaus.
Das Patrizierhaus Alter Schwede von ca. 1380 ist das älteste Gebäude am Platz. Die Wasserkunst von etwa 1579 bis 1602 dominiert den Platz und ist eines der Wahrzeichen von Wismar.
Eine Gedenktafel auf dem Platz verweist auf die Hinrichtung von Bürgermeister Johann Bantzkow und Ratsherr Hinrik van Haren, die als Befehlshaber einer Flotte bei der Seeschlacht im Öresund (1427) eine verheerende Niederlage erlitten hatten und nach Handwerkerunruhen zum Tode verurteilt worden waren.
Bis um 1995 wurde der Markt als Parkplatz genutzt, und große Betonsteine gliederten die Wege zu den Stellflächen. Im Rahmen der Städtebauförderung wurde der Platz mit dem Steinpflaster in den 1990er Jahren und 2006/08 saniert und dient heute als Wochenmarkt. 2018 brannten zwei Häuser an der Südseite fast vollständig nieder.

## Gebäude, Anlagen (Auswahl)
An dem Platz stehen zumeist Wohn-, Geschäfts- und Gasthäuser sowie Banken. Die mit (D) gekennzeichneten Häuser stehen unter Denkmalschutz (s. Liste der Baudenkmale in Wismar).
- Wasserkunst Wismar von etwa 1579 bis 1602 (D) im Stil der Niederländischen Renaissance nach Plänen von Philipp Brandin[4]
- Gedenkplatte als Kunststeinplatte 65 x 65 cm(D), erinnert an die Hinrichtung des Wismarer Bürgermeisters Johann Bantzkow und des Ratsherrn Hinrik von Haren am 18. November 1427 beim Wismarer Handwerkeraufstand
- Kopie von 1998 der mittelalterlichen Brunnenfigur Nix und Nixe aus Bronze (D)
- Nr. 1: 3-gesch. klassizistisches Rathaus Wismar von 1819 (D) nach Plänen von Johann Georg Barca; im westlichen Teil noch ältere Gewölbe und Mauerwerkreste des Vorgängerhauses
  - Stadtwappen nach der Schwedenzeit am Rathausbalkon
  - Gedenktafel vom Mai 1995; Inschrift: „Befreiung des deutschen Volkes vom Faschismus vor 50 Jahren“.
- Nr. 2/2a: 2- und 4-gesch. mit mittelalterlichen Kern, Ratsapotheke seit der Mitte des 16. Jh. (D) mit markant farbig gestaltetem Treppengiebel; städtisches Eigentum bis 1819, dann großer Umbau sowie am Anfang des 20. Jh., 1993 saniert   mit Apotheke, Läden und Café sowie einer Kanzlei[5]
- Nr. 3: 2-gesch. Wohn- und Geschäftshaus (D) mit Fachwerk, früher typische Marktbude aus dem 14. Jh.
- Nr. 4: 2-gesch. Wohn- und Geschäftshaus (D) als Giebelhaus, früher Marktbude aus dem 14. Jh.; heute Hypovereinsbank
- Nr. 5: 4-gesch. Wohn- und Geschäftshaus, seit etwa 1960 mit Café (Eichholz, Zum schwarzen Hacken, am Markt, Hegede), früher Marktbude aus dem 14. Jh.
- Nr. 7: 3-gesch. Wohn- und Geschäftshaus mit Mezzaningeschoss, früher Marktbude aus dem 14. Jh.; heute mit Restaurant
- Nr. 8: 3-gesch. Wohn- und Geschäftshaus (D) mit heutiger Markt-Apotheke, entstanden um 1669,  früher Marktbude aus dem 14. Jh.
- Nr. 9: 3-gesch. Wohn- und Geschäftshaus (D) mit barockisierendem Zwerchgiebel und rundem Erker sowie Restaurant und Café; 1921 Umbau im Jugendstil mit Bleiglasfenster und Glasmalerei
- Nr. 11: 3-gesch. 12-achsiges historisierende ehemalige Stadtwache von 1858 (D) nach Plänen von Helmuth Brunswig als Hauptwache, Feuerwache und Gefängnis, mit markantem Gesims im Tudorstil, mit Mittelrisalit mit Portal und Balkon; zuvor Marktbuden der u. a. Kohlenmesser aus dem 14. Jh., schlichte Erweiterung am Ende des 19. Jh., 1950 Stadtbauamt, Ratsarchiv und Gesundheitsamt; heute saniertes (2013–2015) Stadthaus – BürgerServiceCenter Wismar
  - Vor der Stadtwache stehen zwei gusseiserne Kanonen aus dem Dreißigjährigen Krieg
- Nr. 12/13: Wohn- und Geschäftshaus (D) als Deutsches Haus; heute Veranstaltungszentrale und Läden
- Nr. 14: 4-gesch. Wohn- und Geschäftshaus (D); heute mit Sparkasse Mecklenburg-Nordwest
- Nr. 15: 2-gesch. Kommandantenhaus Wismar vom späten 16. Jahrhundert (D) im Stil der Niederländischen Renaissance als Giebelhaus gebaut; heute mit der Sparkasse
- Nr.  16/17: 3-gesch. 7-achsiges Bankgebäude (D) mit Relief, 2015 saniert und umgebaut; heute Deutsche-Bank-Filiale
- Nr. 18: 3-gesch. Wohn- und Geschäftshaus Am Markt 18 vom 16. Jahrhundert (D) im Stil der Renaissance mit Treppengiebel, 1687 umgebaut; heute Gaststätte und ein Modehaus, 2018 von Großbrand betroffen
- Mecklenburger Straße Nr. 1:  3-gesch. Wohn- und Geschäftshaus mit Eck-Erker, 2018 von Großbrand betroffen
- Nr. 19: 2-gesch. spätbarocke Reuterhaus (Wismar) von nach 1712 (D) mit Krüppelwalmdach; heute kleines Hotel mit Gaststätte
- Nr. 20/21: 4-gesch. backsteingotisches Patrizierhaus Alter Schwede von um 1380 (D) mit Treppengiebel; Gaststätte seit 1878
- Nr. 22: 3-gesch. Gaststätte (D) als Giebelhaus mit verspieltem Treppengiebel mit reichhaltigen Malereien im Jugendstil
- Nr. 23: 4-gesch. Wohn- und Geschäftshaus (D), heute mit Commerzbank-Filiale
- Nr. 24: 4-gesch. Hotel, nur alte Fassade (D), Hotelbau von 1993; heute Hotel Vienna House Stadt Hamburg mit Restaurant und Bar
- Nr. 25: 3-gesch. Wohnhaus, nur Fassade und Keller (D) als Giebelhaus, heute Gasthaus
- Nr. 26: 3-gesch. Wohn- und Geschäftshaus (D) als Giebelhaus mit markanten glatten Pilastern und schrägen Voluten
- Nr. 27: 3-gesch. Wohn- und Geschäftshaus (D) als barockes Giebelhaus; heute mit einer Bank
- Nr. 28: 3-gesch. Wohn- und Geschäftshaus (D) mit Dachhaus; heute mit Café 28 und Pension
- Nr. 29: 2-gesch. ehem. Markt-Apotheke (D) mit Treppengiebel; heute Hirsch-Apotheke

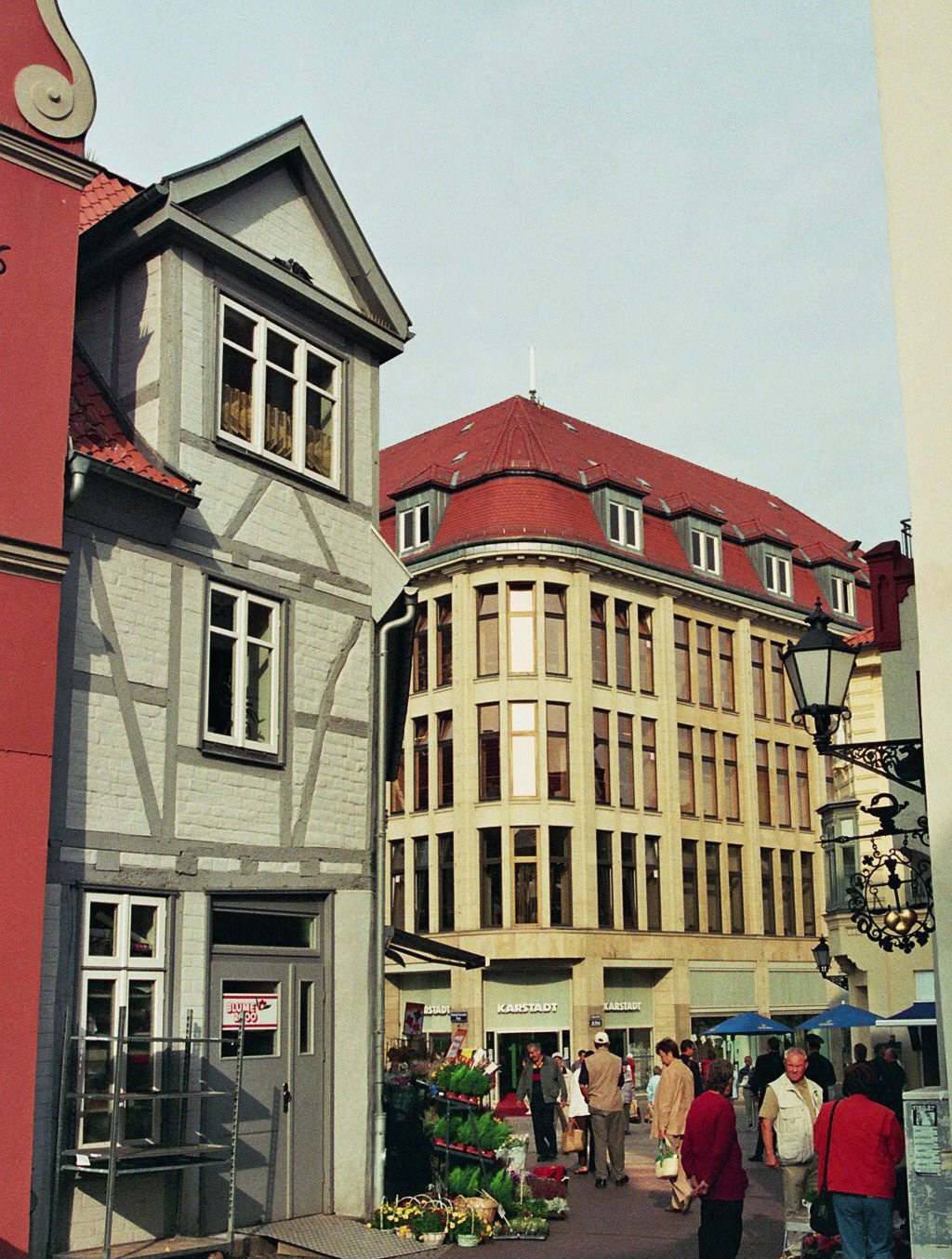
Nr. 3 u. Karstadt-Stammhaus
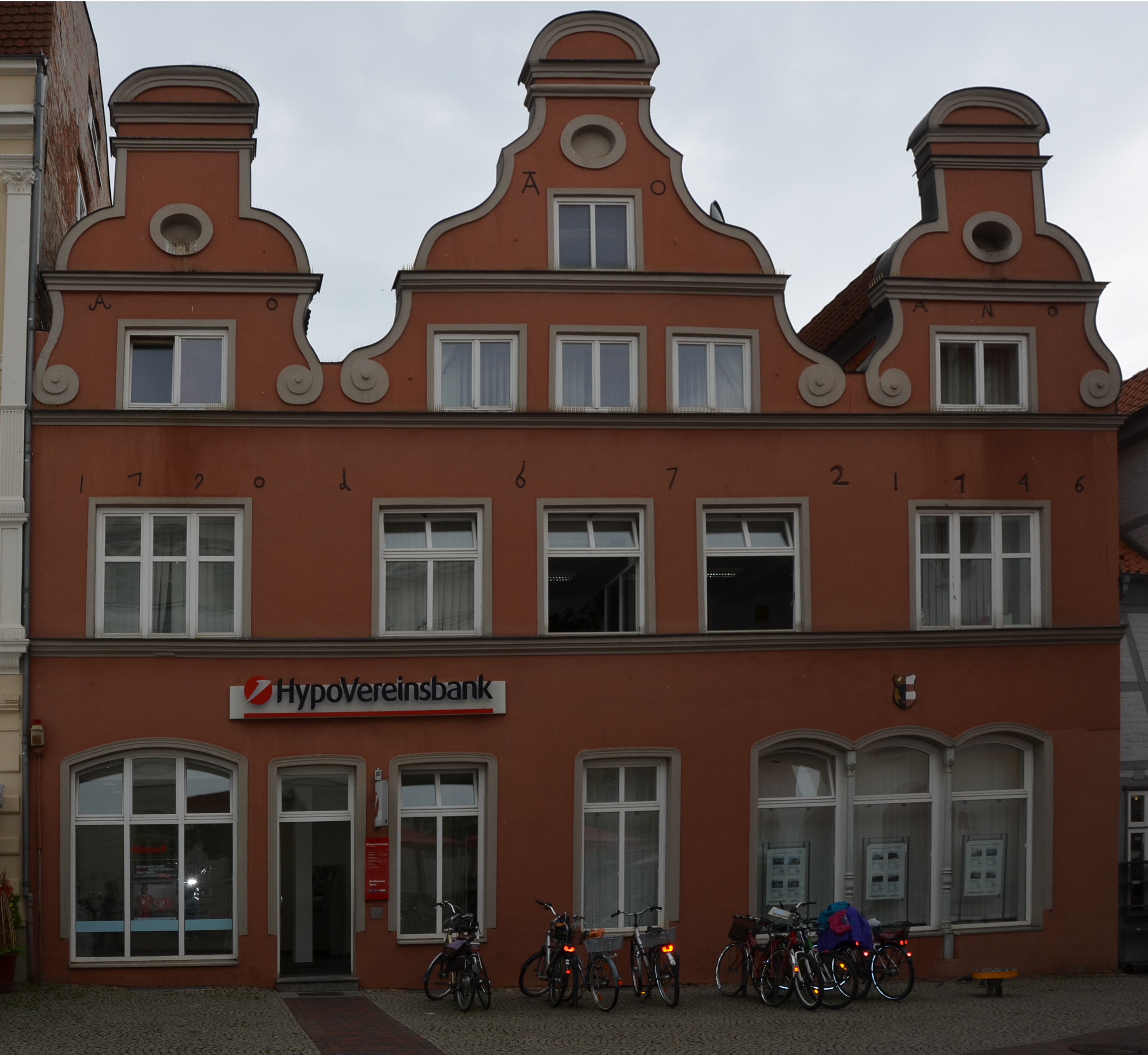
Nr. 4
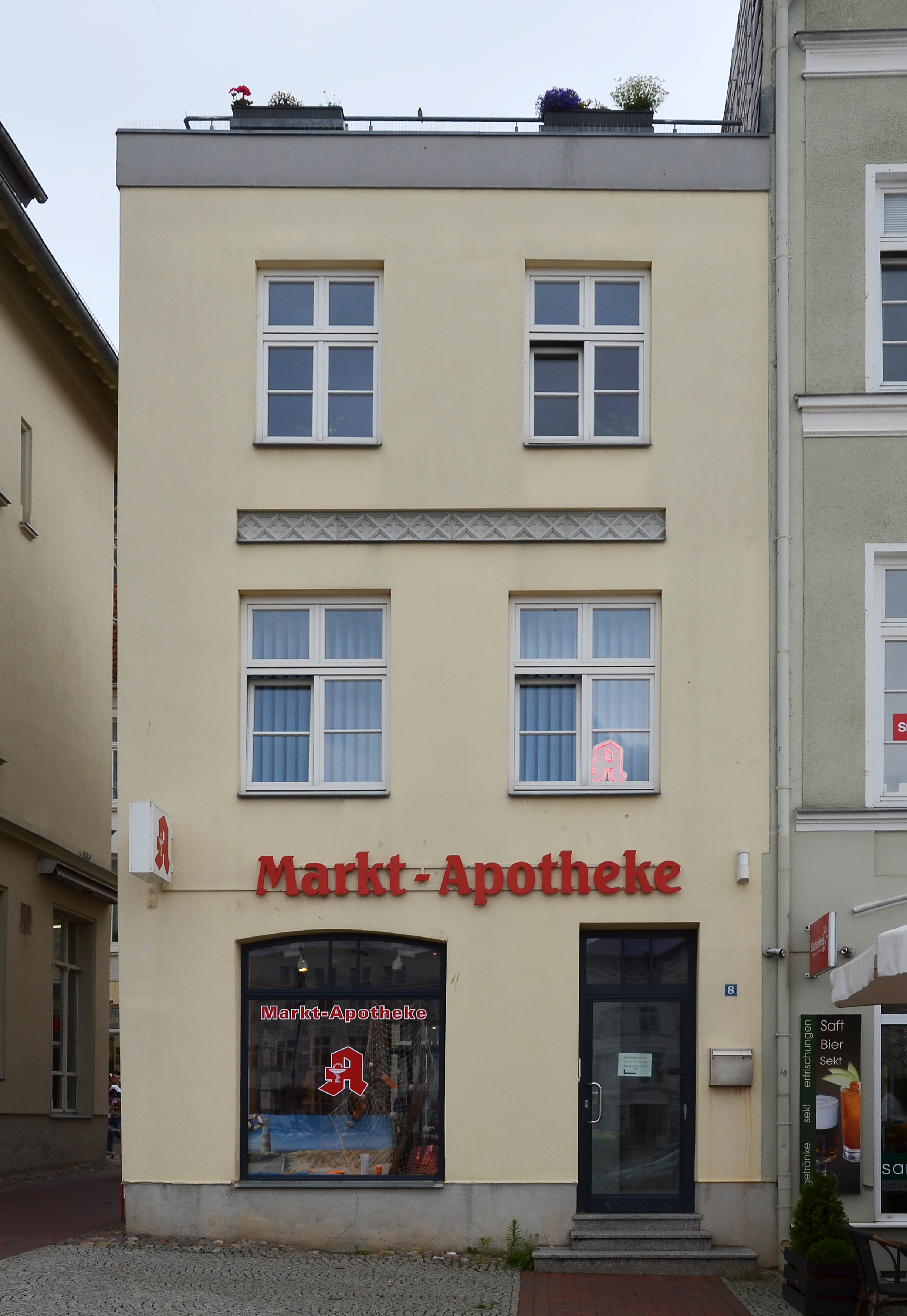
Nr. 8: Markt-Apotheke
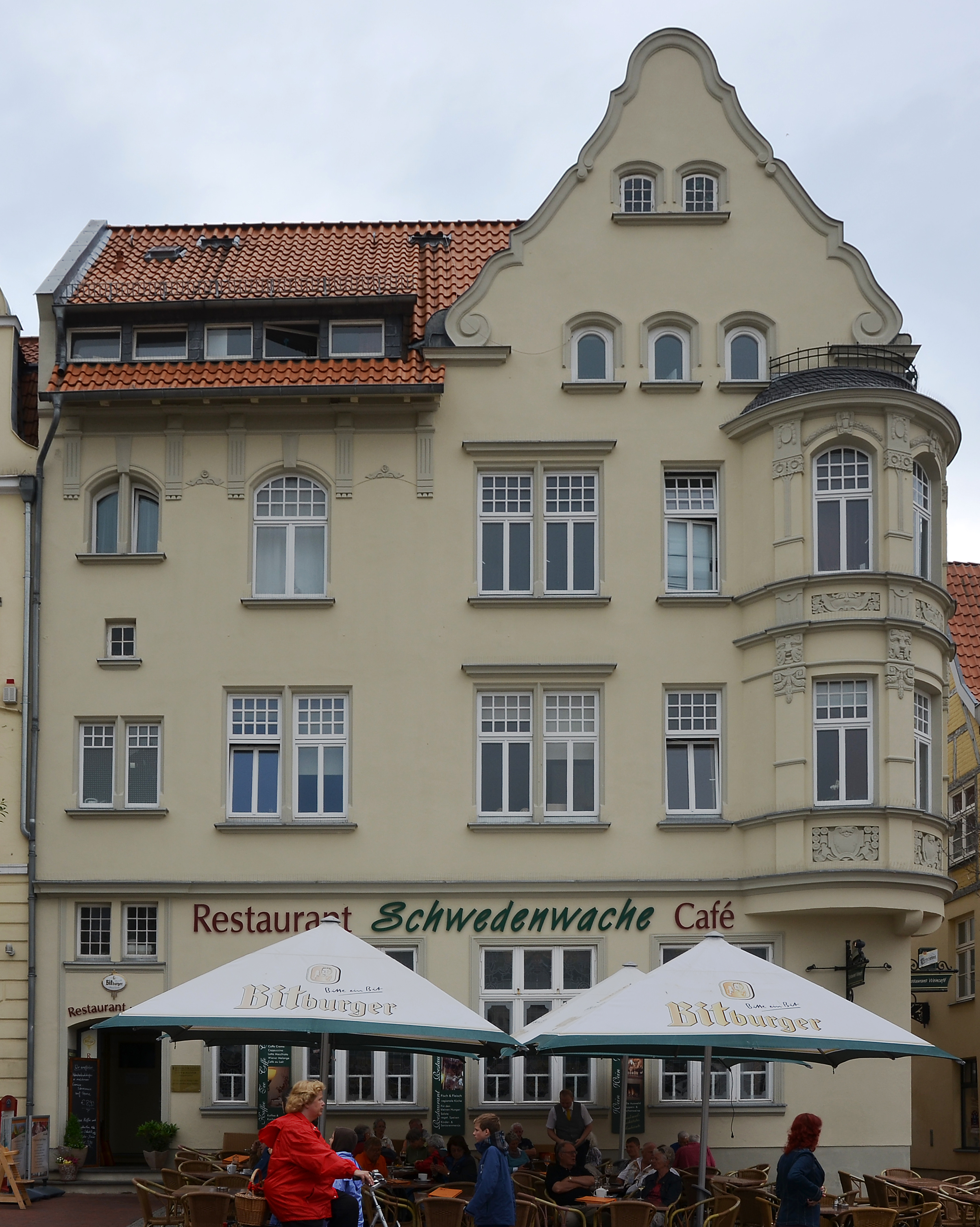
Nr. 9: Restaurant
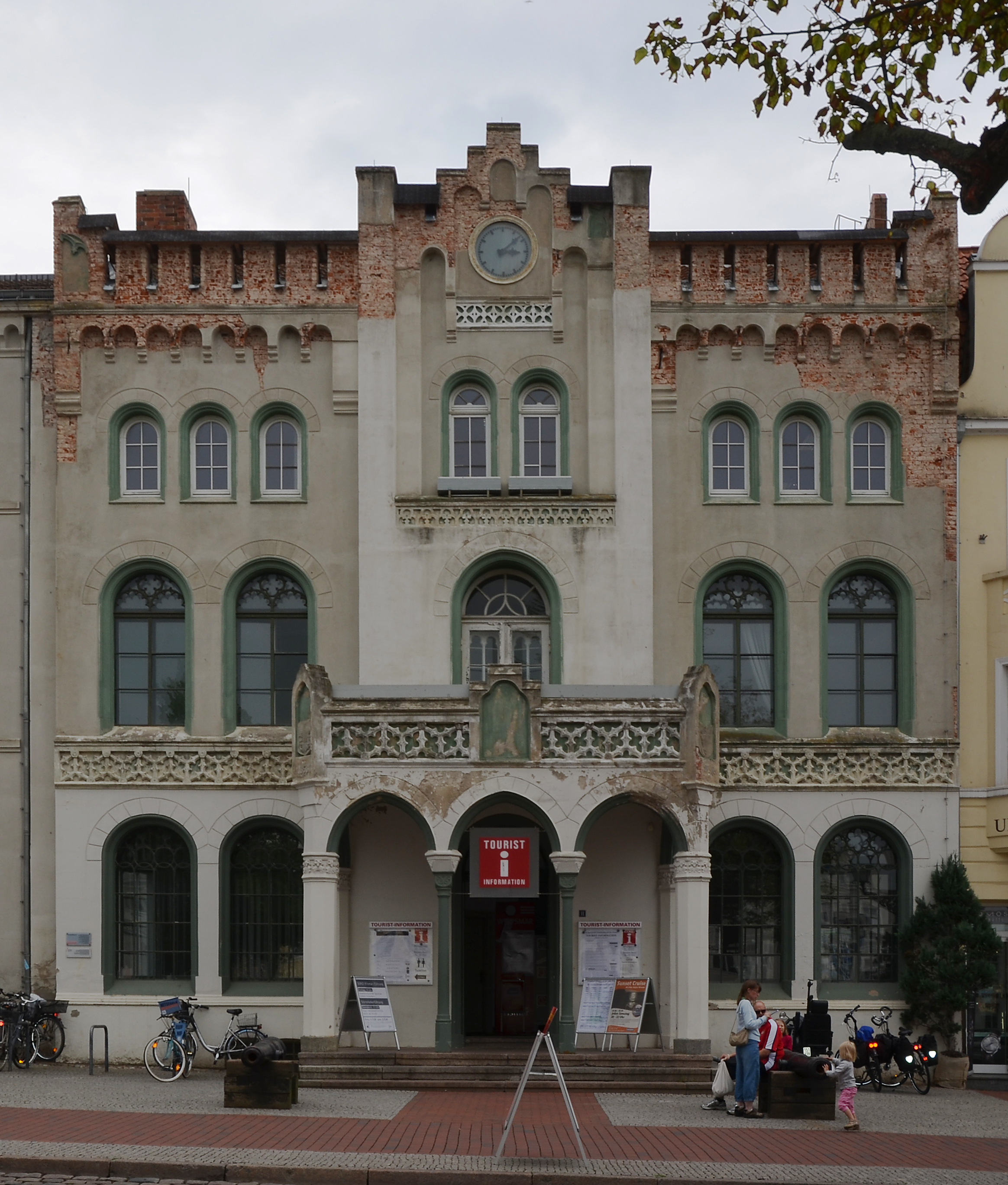
Nr. 11: Stadtwache
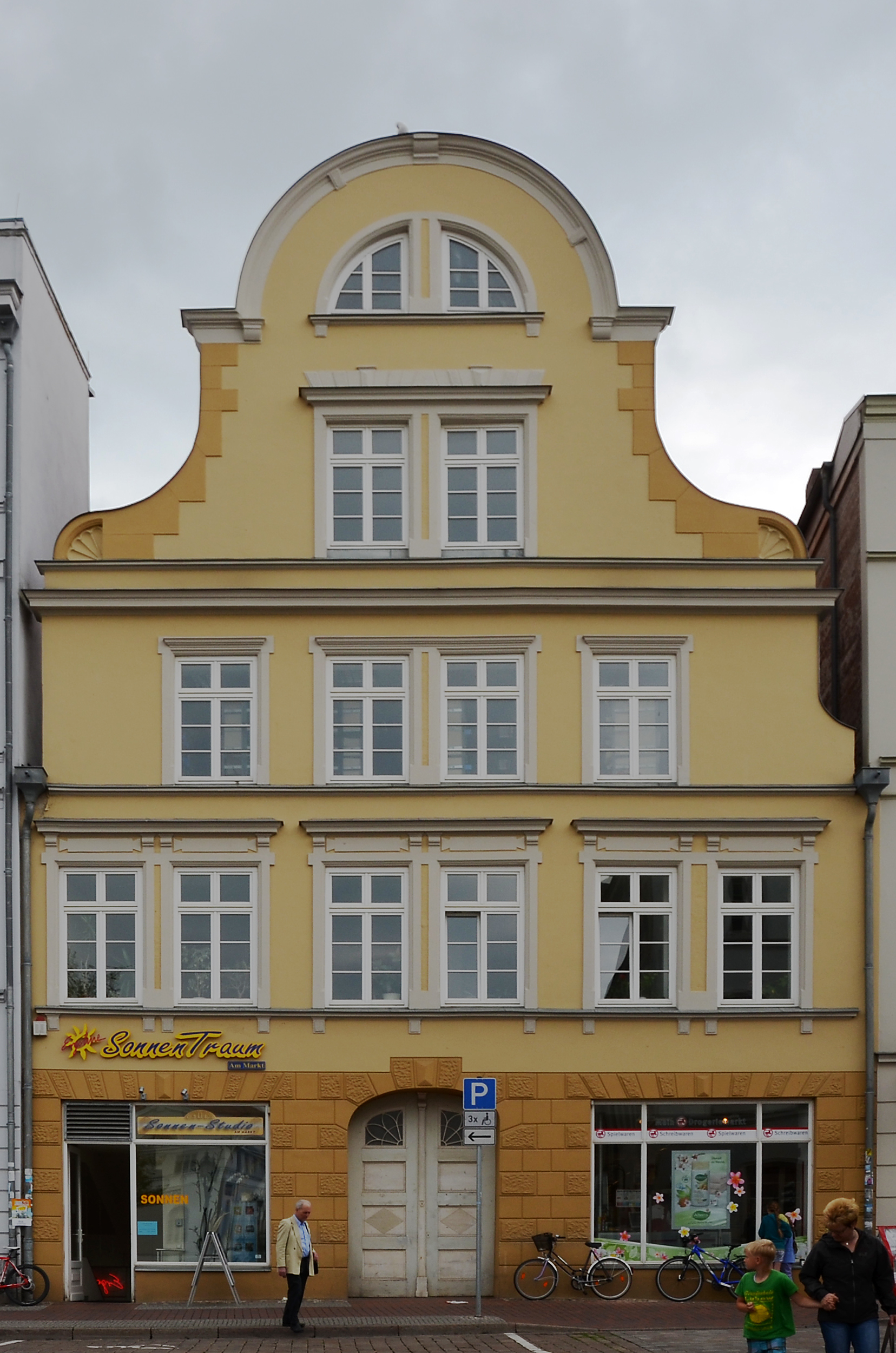
Nr. 13: Deutsches Haus
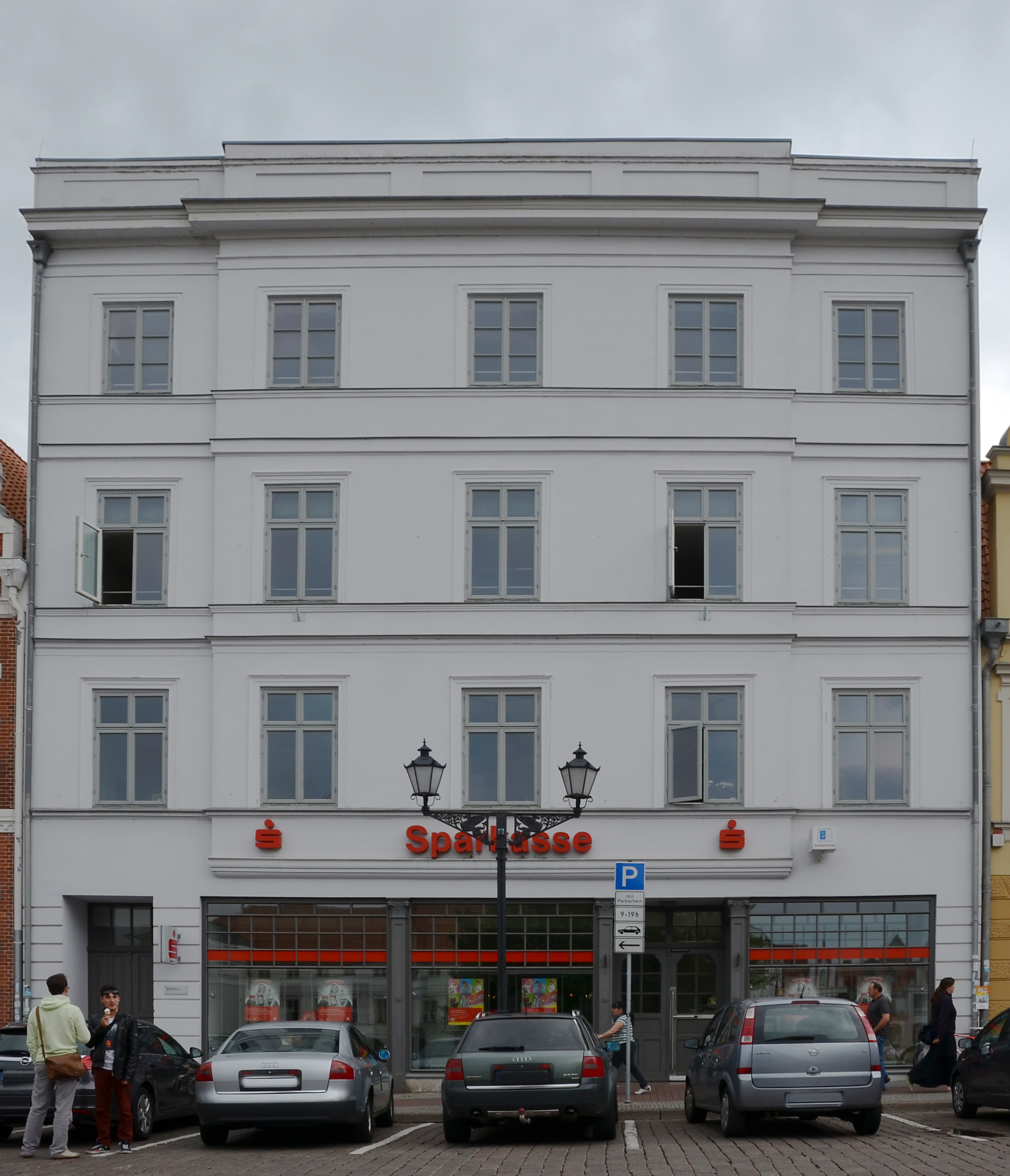
Nr. 14: Sparkasse
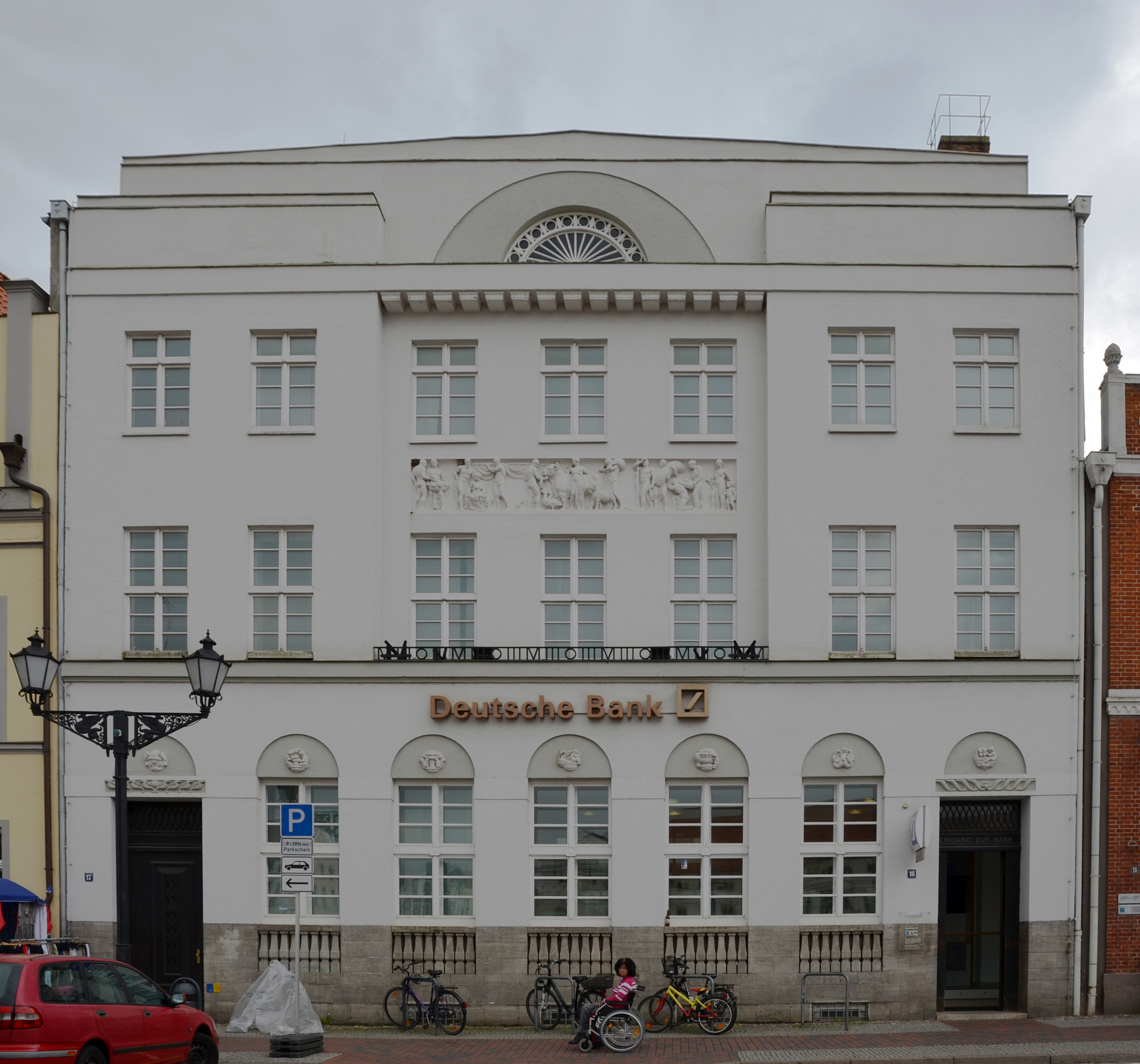
Nr. 16: Deutsche Bank
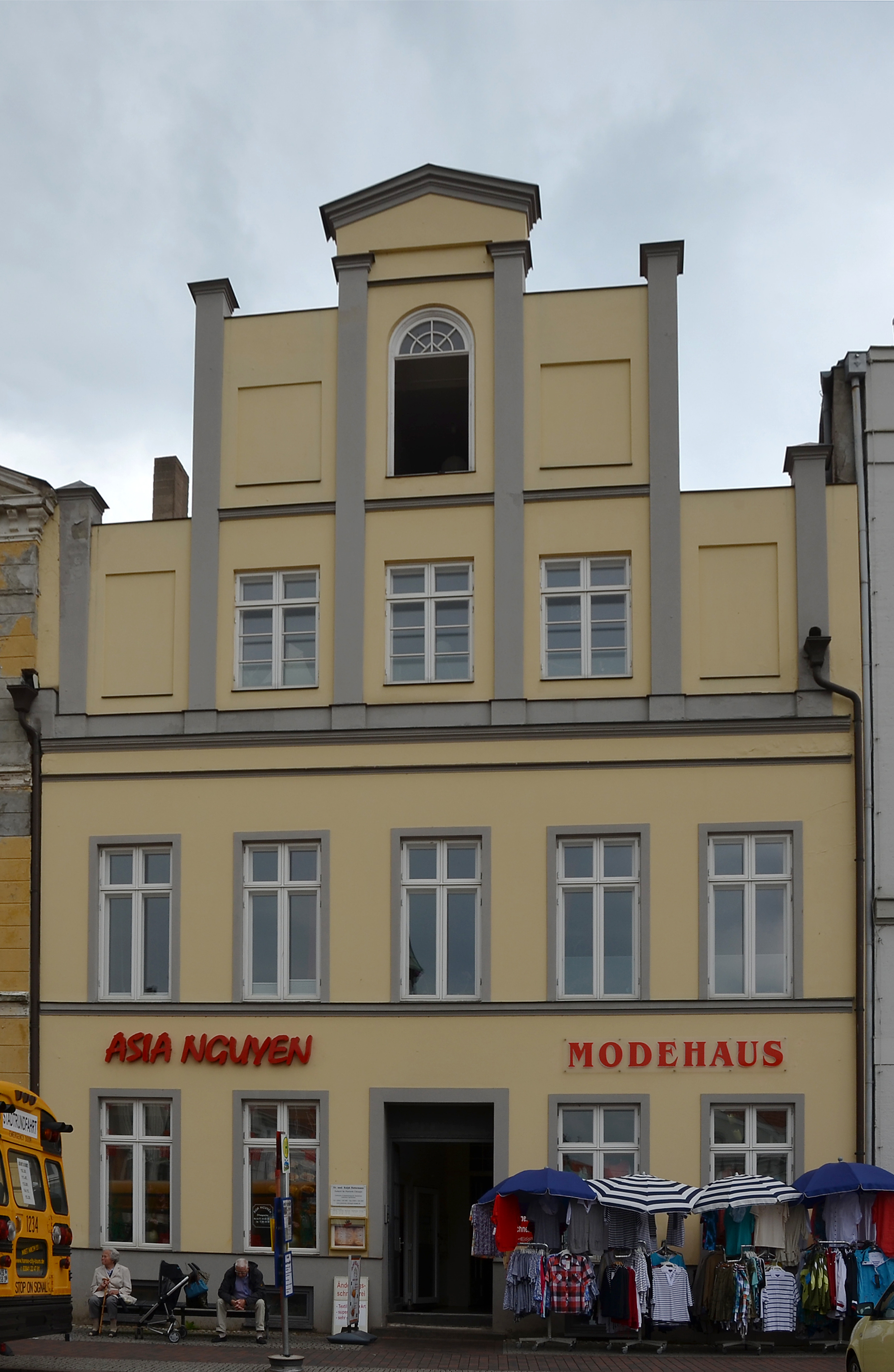
Nr. 18: Gaststätte
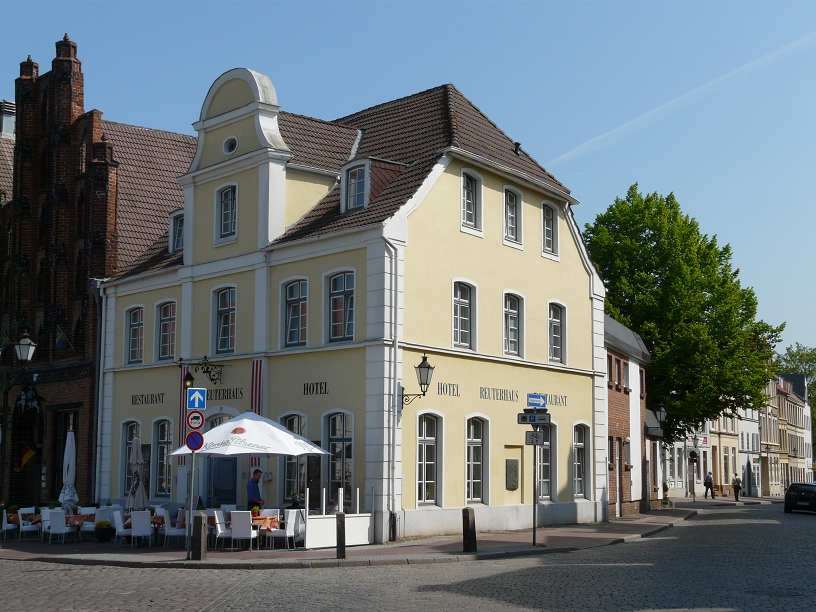
Nr. 19, Reuterhaus
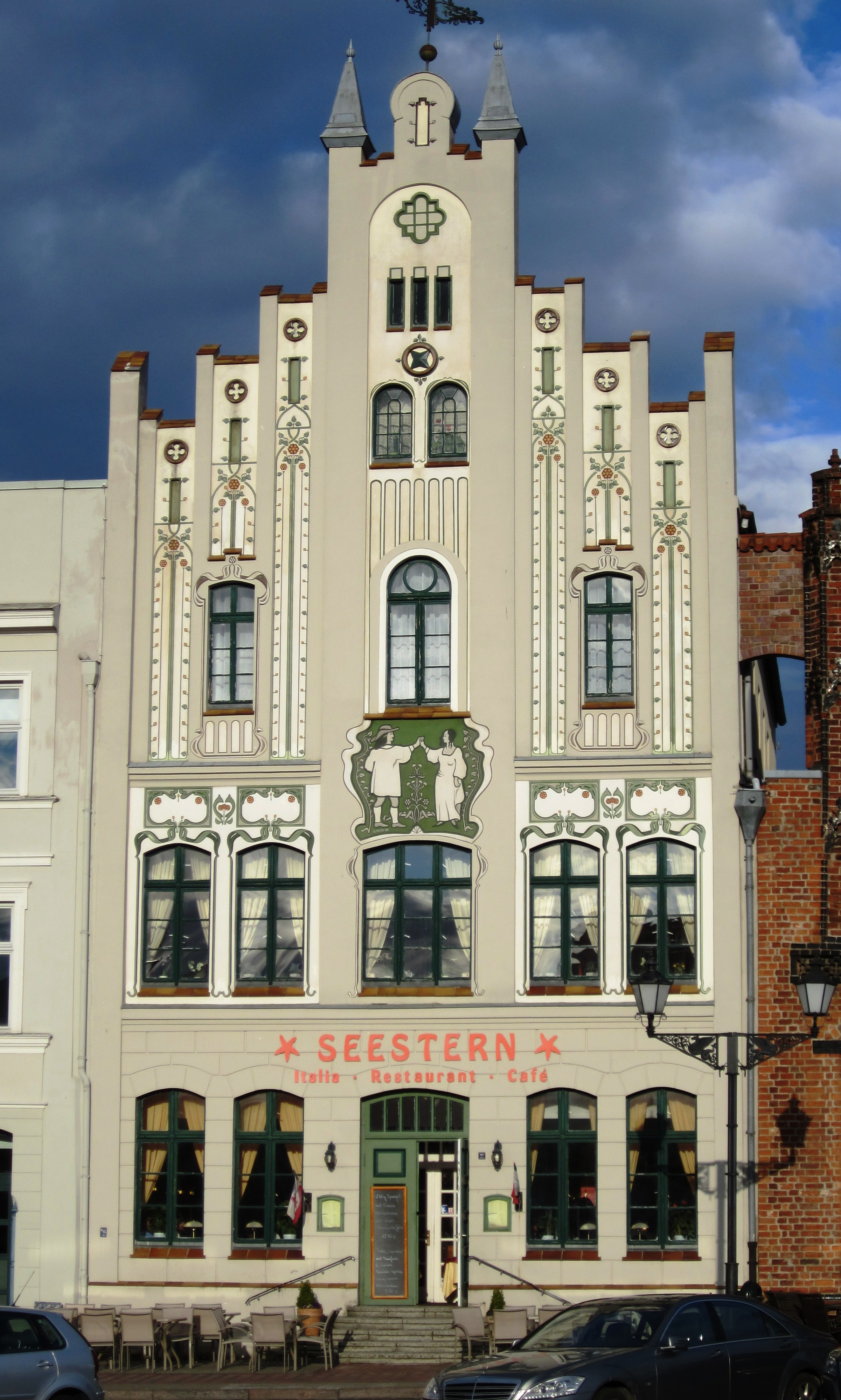
Nr. 22, Café Seestern
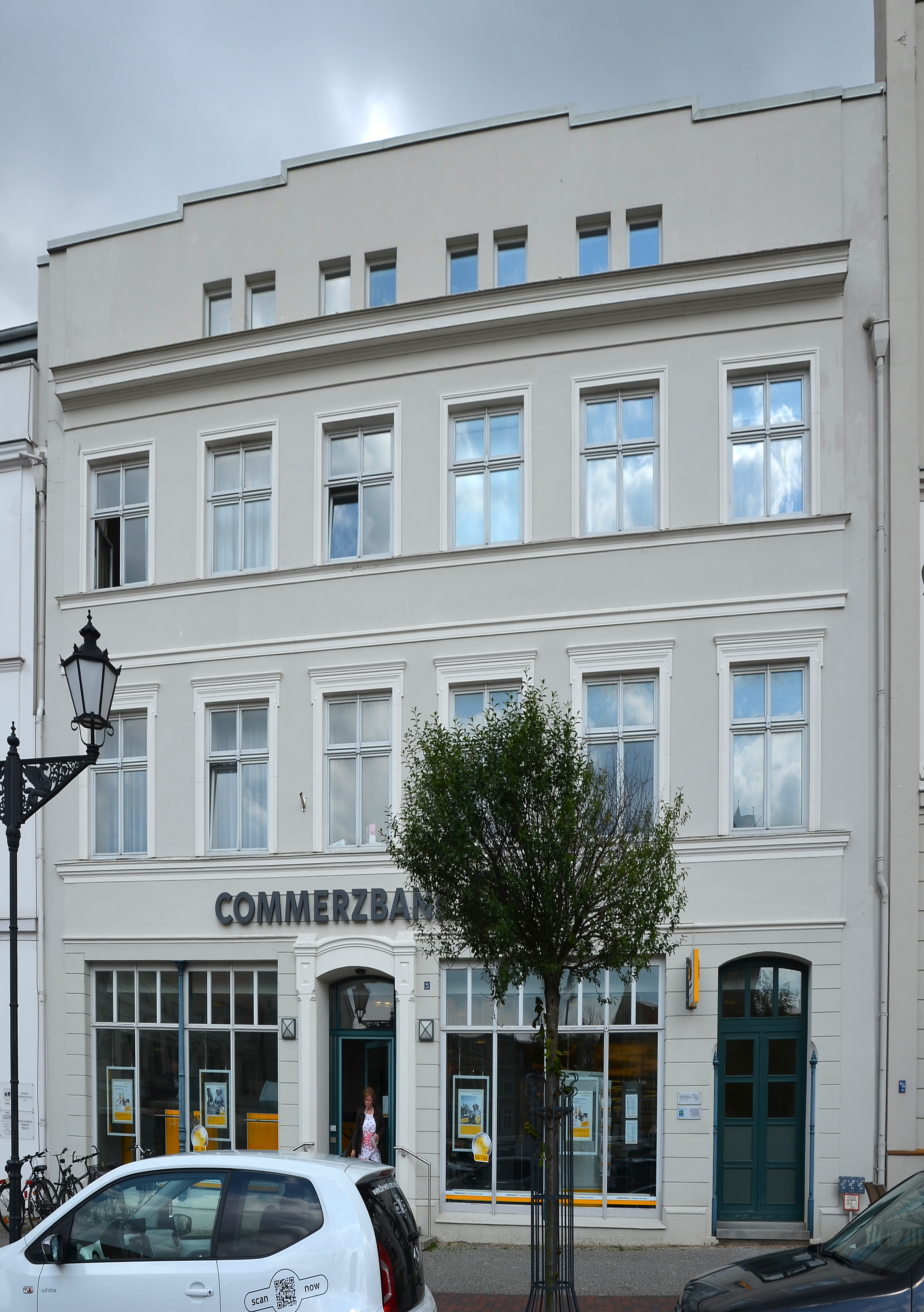
Nr. 23: Commerzbank
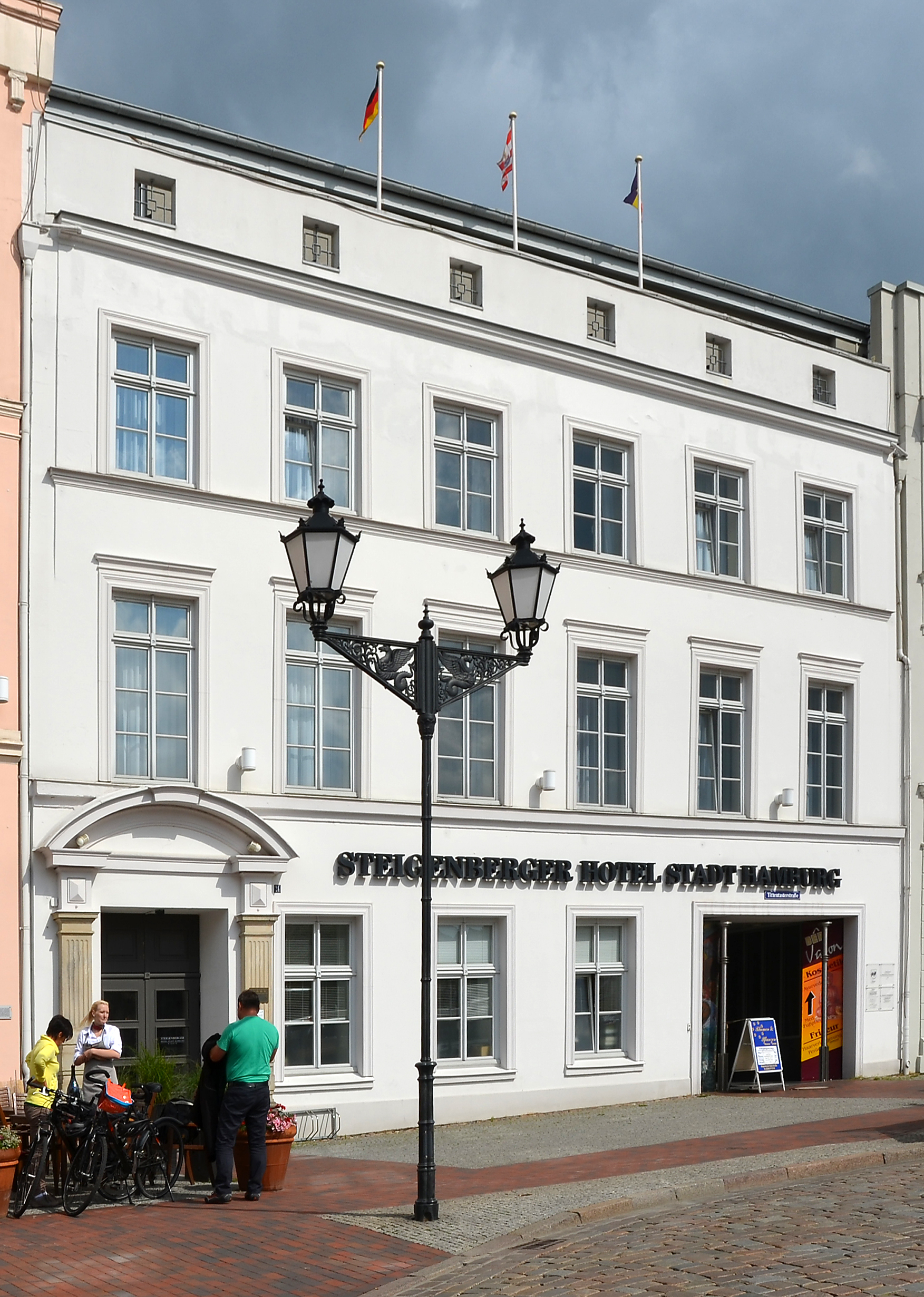
Nr. 24: Hotel
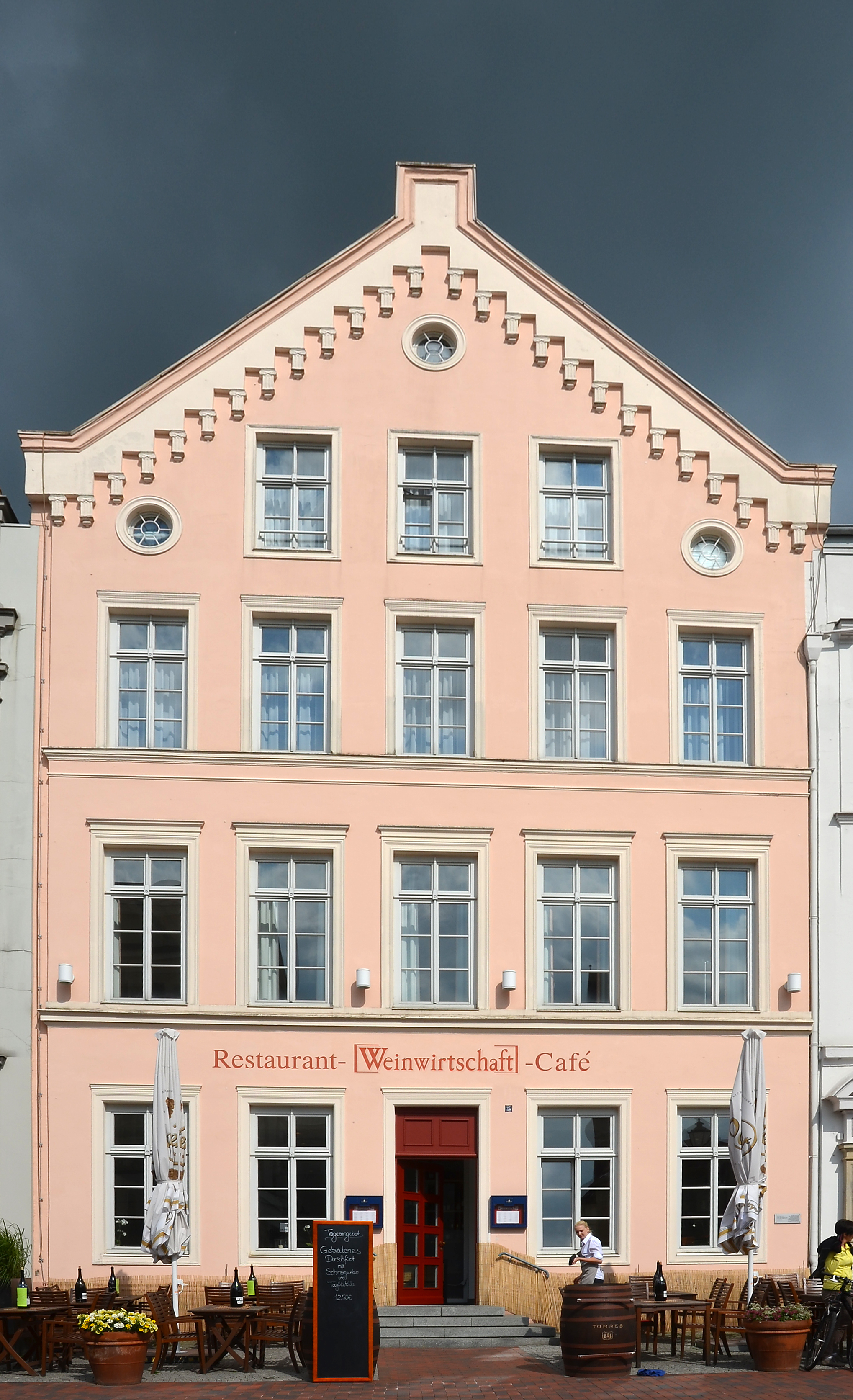
Nr. 25: Gasthaus
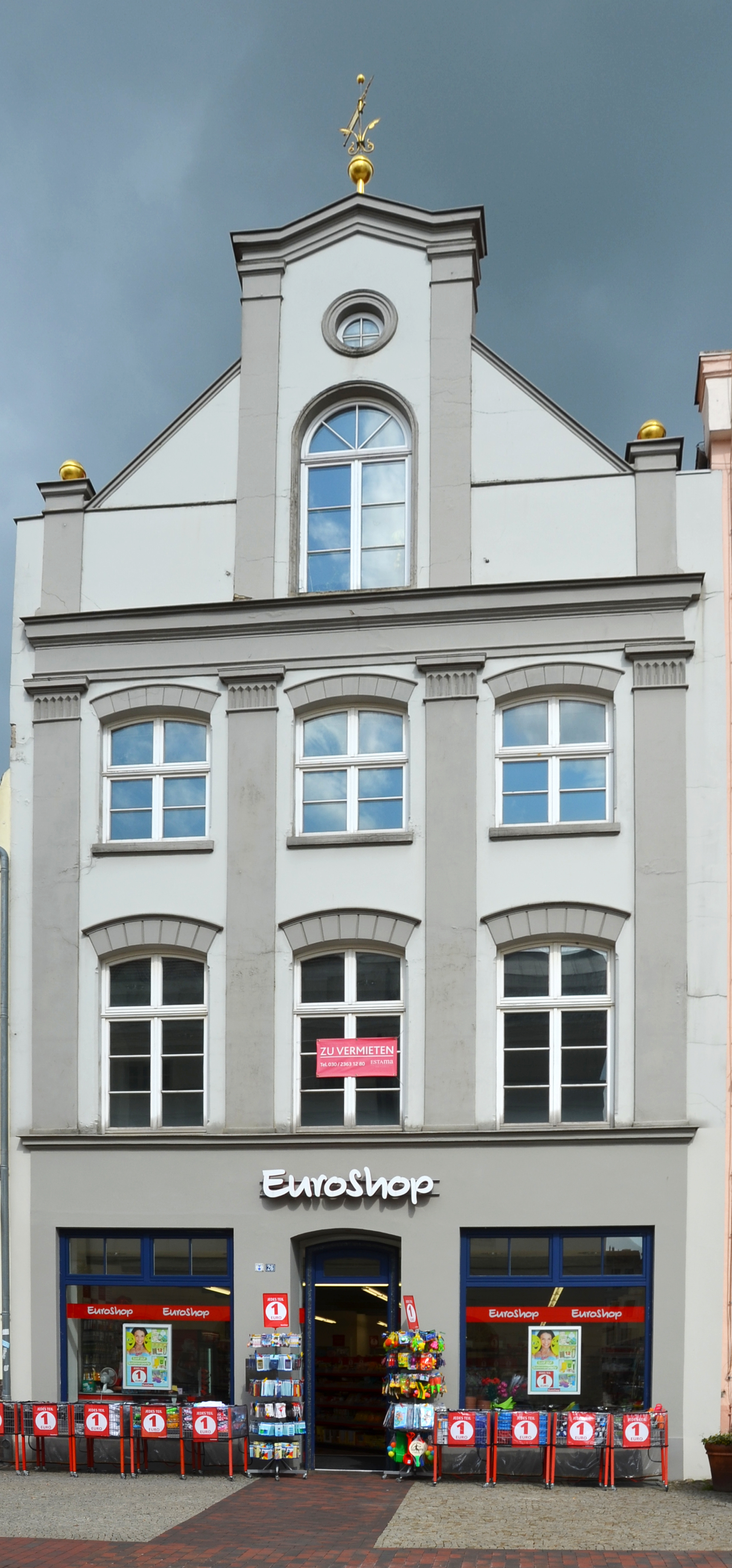
Nr. 26
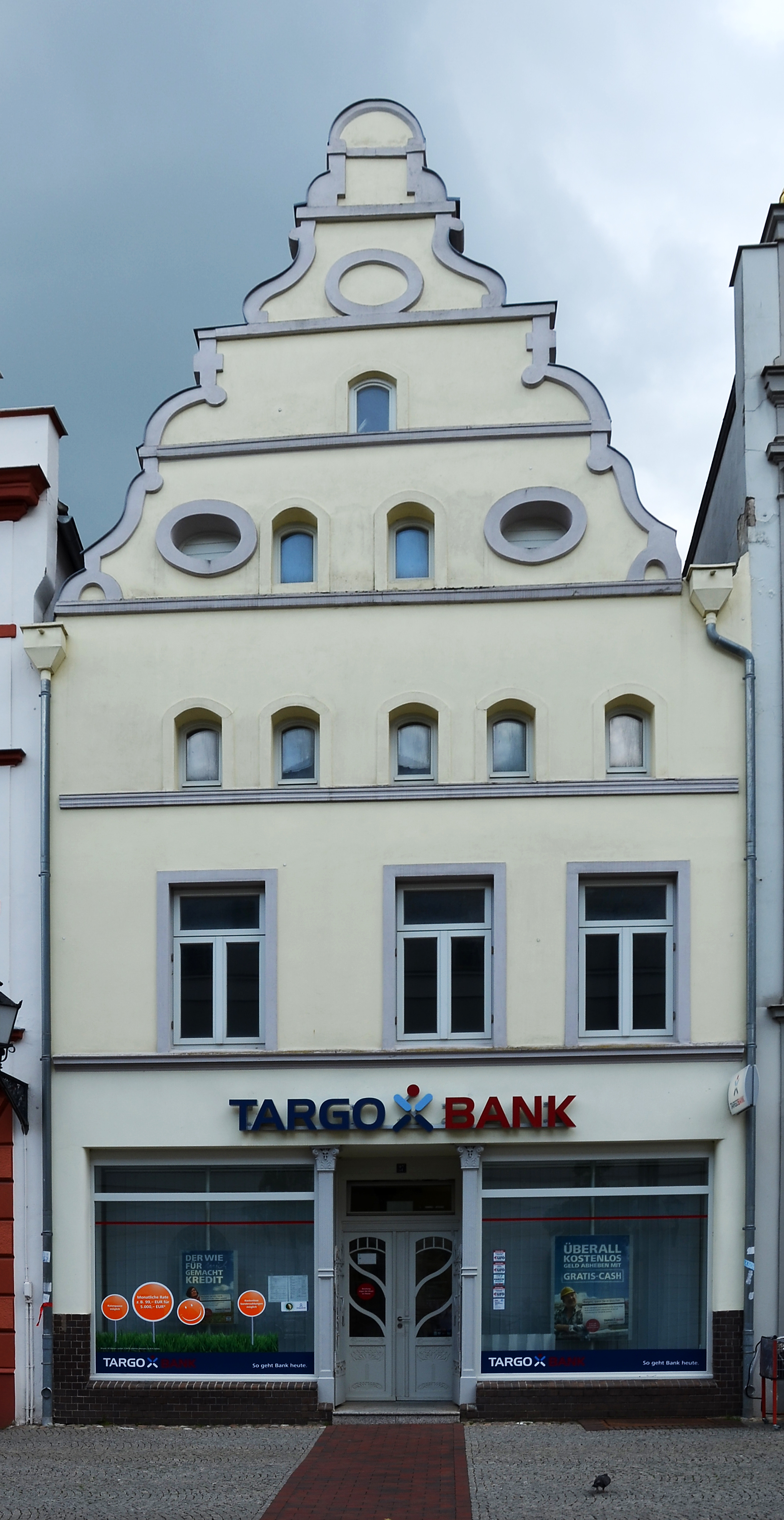
Nr. 27: Bank
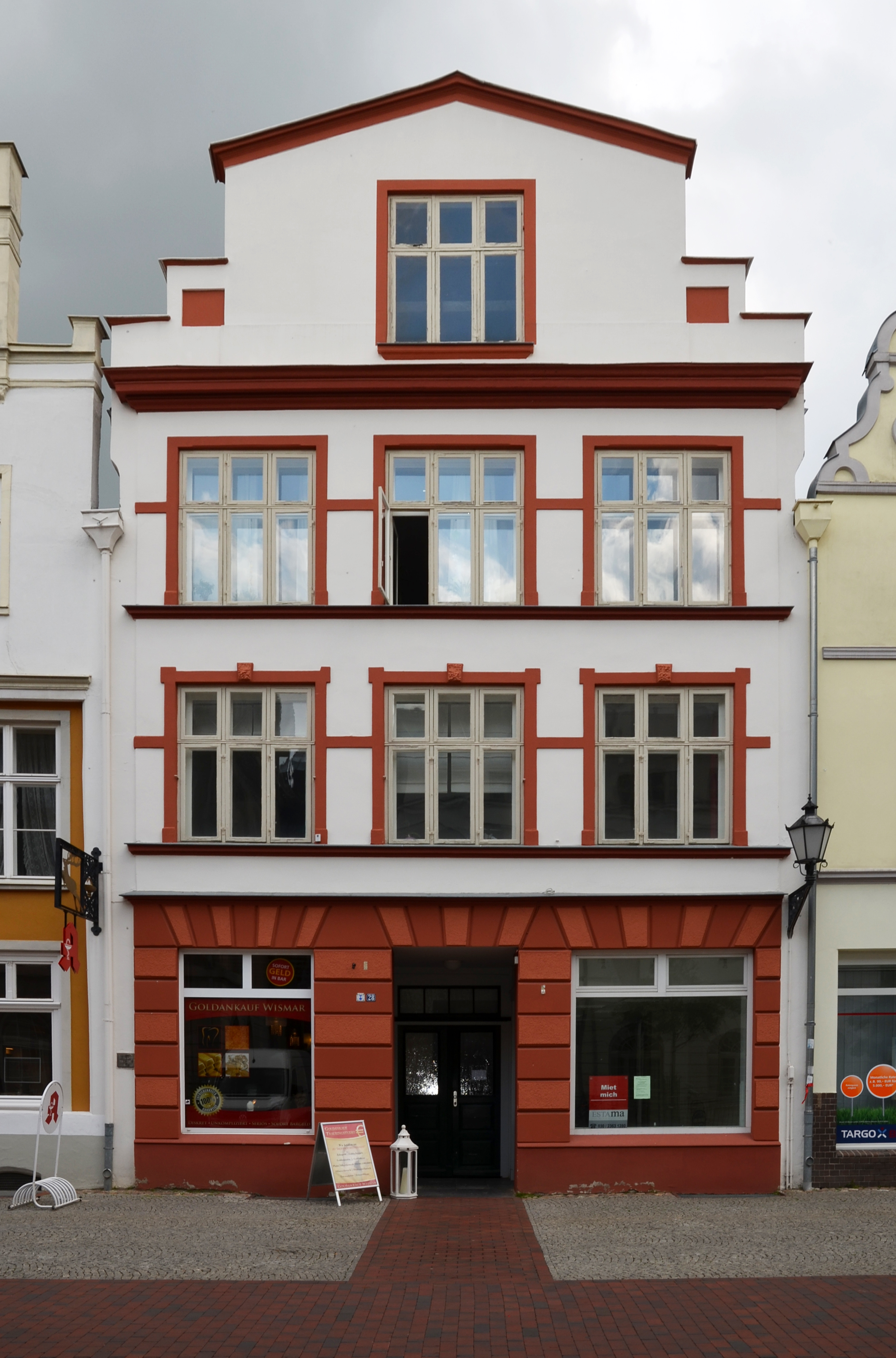
Nr. 28: Café
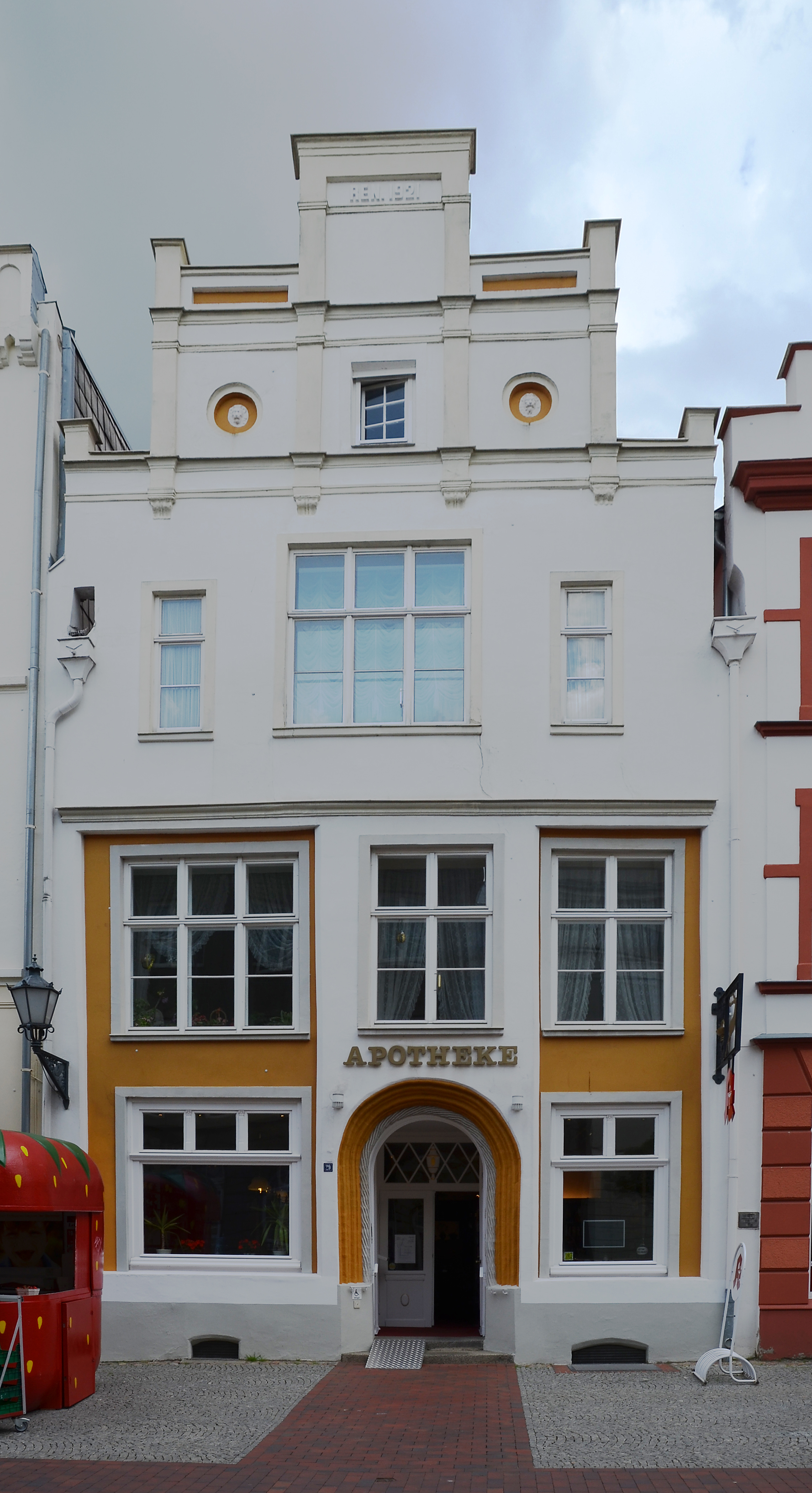
Nr. 29, Apotheke
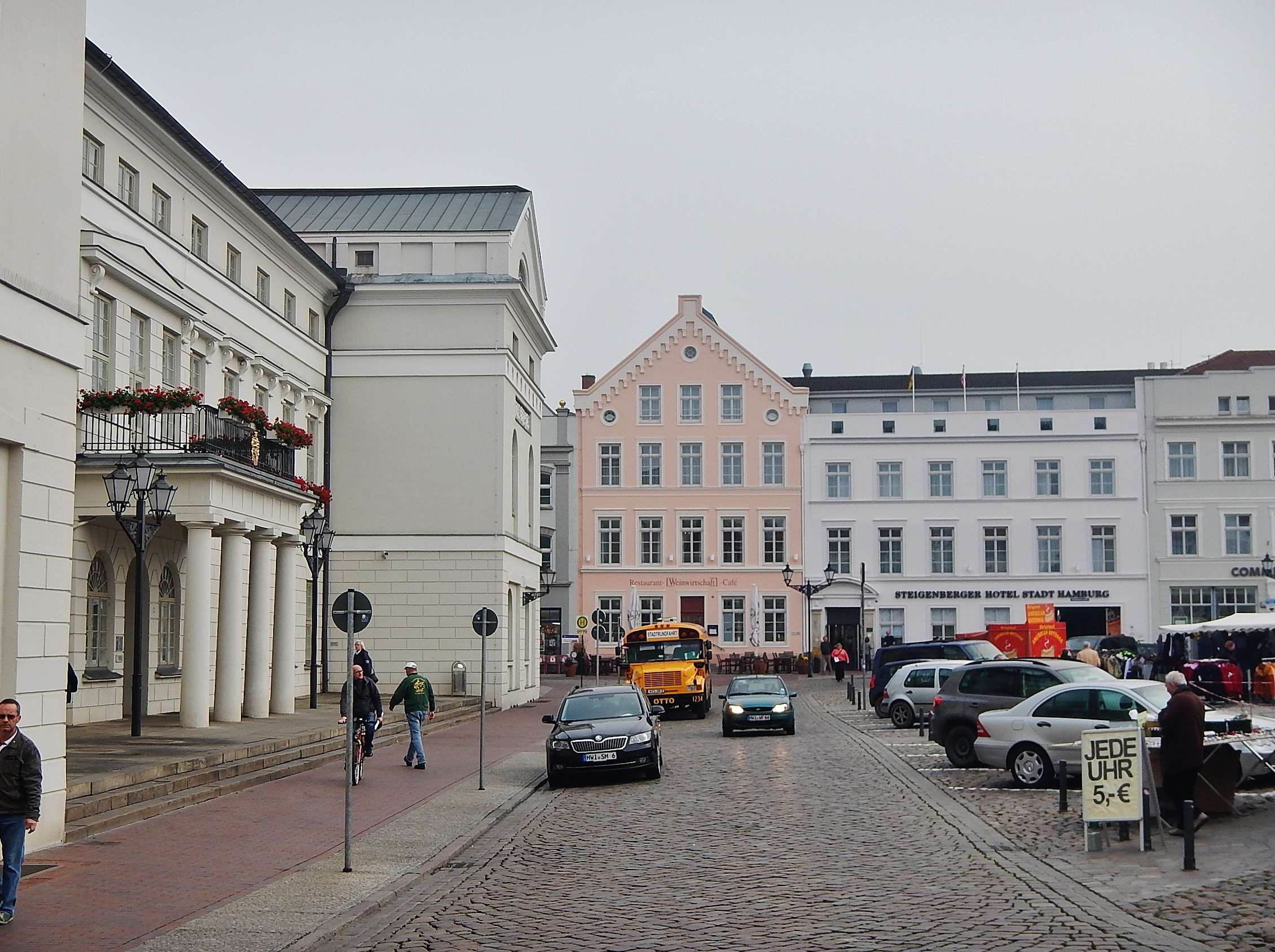
Rathaus
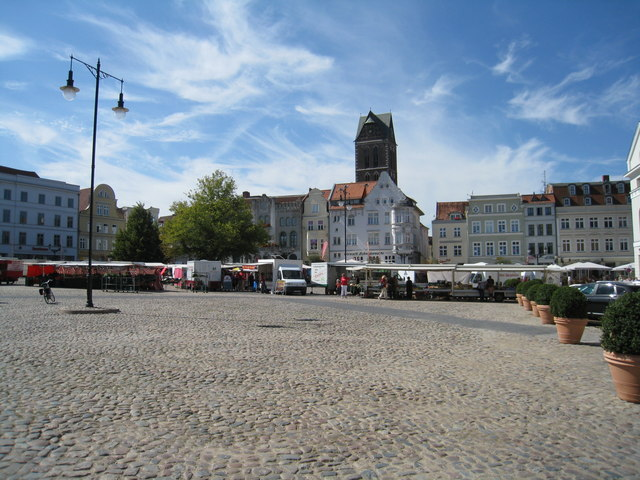
Westblick mit Turm der Marienkirche
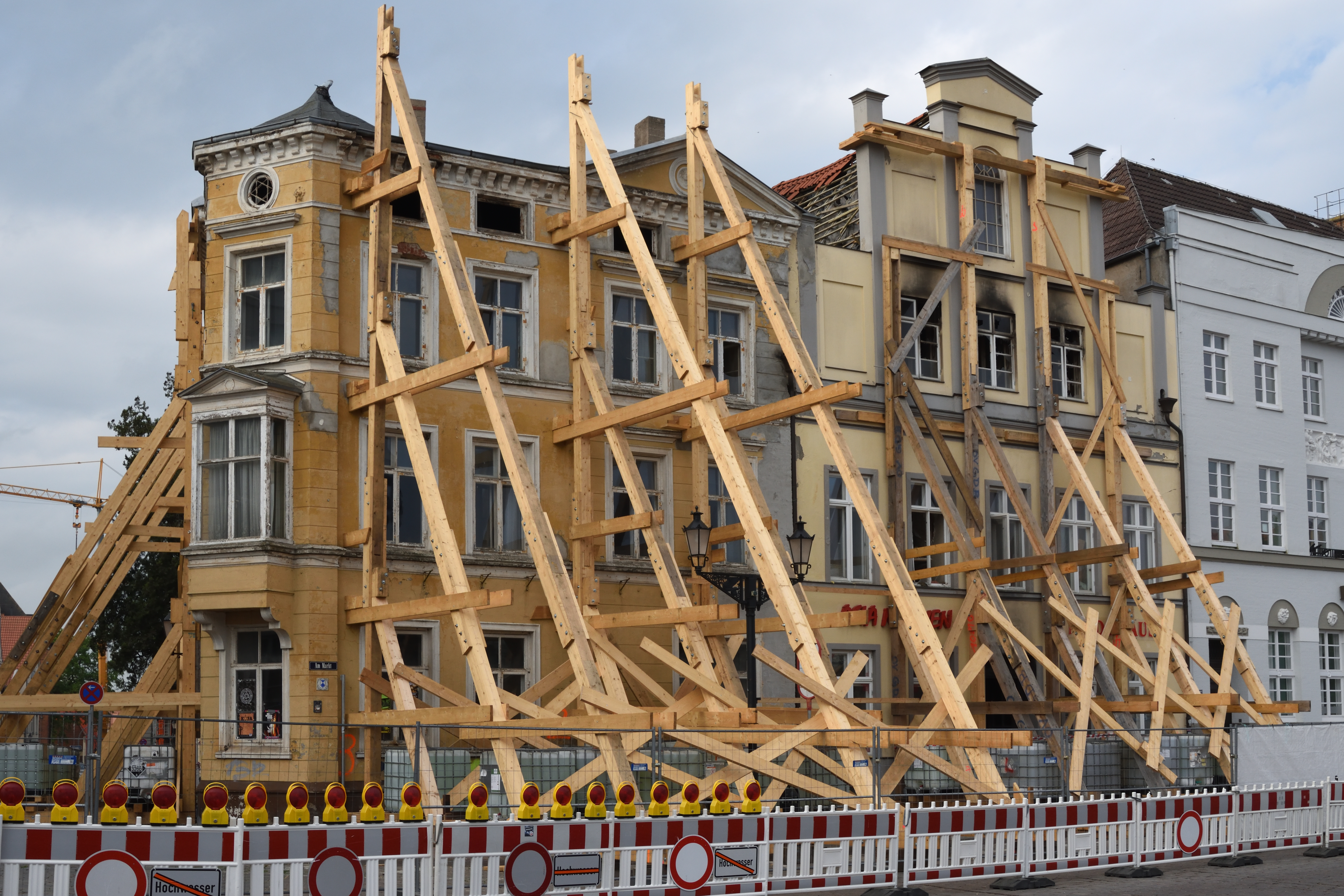
Nr. 18 nach Brand 2018
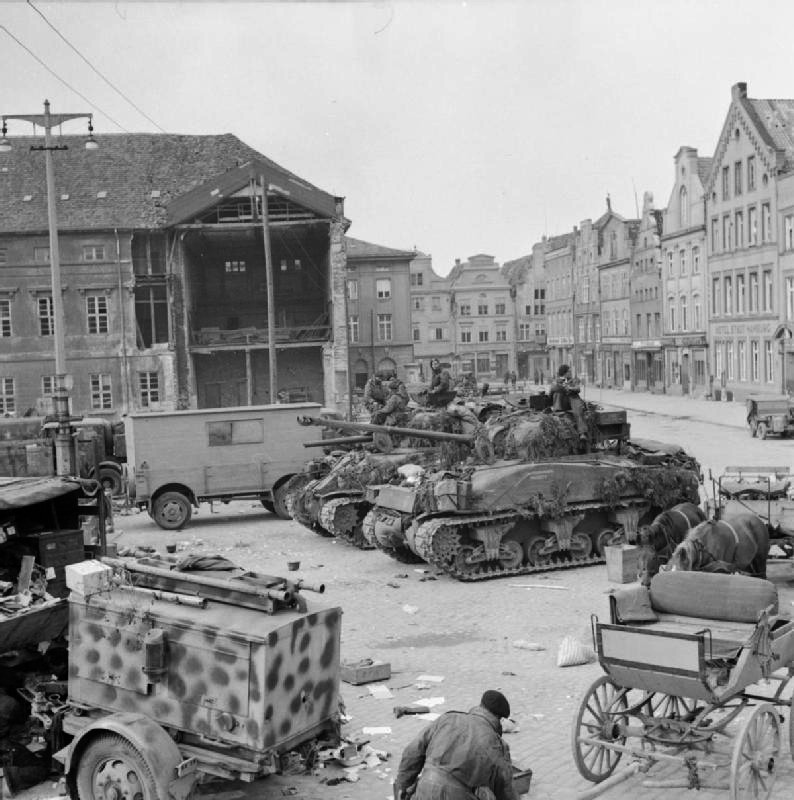
1945: Sherman-Panzer und beschädigter Rathaus-Ostflügel

## Briefmarke
1988 bildete die Deutsche Post der Deutschen Demokratischen Republik den Markt auf einer Briefmarke der Serie Stadtansichten: Kreisstädte im Norden der DDR ab.